# Brigitte Gothière
Brigitte Gothière, née le 18 mai 1973, est une militante animaliste française, porte-parole et directrice de l'association L214, dont elle a participé à la fondation.

## Biographie
Elle naît le 18 mai 1973, d'une mère infirmière et d'un père ingénieur, ayant été ouvrier.
Elle enseigne la physique appliquée à Lyon.
En 1993, alors qu'elle est étudiante, elle décide d'arrêter de manger de la viande, ainsi que tout produit d'origine animale. Avec quelques militants, elle lance en 2003 le collectif « Stop Gavage », qui lutte contre le gavage des oies et des canards, puis en 2008 l'association L214,. Avec cette association, dont elle est porte-parole,, elle diffuse des images choc d'abattoirs pour sensibiliser à la cause animale. Elle réprouve l'usage des méthodes plus musclées pratiquées, par exemple, par 269 Libération animale : « il y a encore mille choses à tenter avant de déclarer la guerre à qui ce soit ».
Elle a fait partie de la rédaction de la revue Cahiers antispécistes, dont la parution a cessé en août 2019.
En 2006, Brigitte Gothière épouse Sébastien Arsac, qu'elle a connu au lycée en terminale scientifique, à Clermont-Ferrand. Celui-ci est aussi militant animaliste et cofondateur de L214. Ils ont deux enfants, qui sont également véganes.